# Полиглицерил полирицинолеат

Полиглицерил полирицинолеат (другие названия: полиглицерол полирицинолеат, ПГПР, PGPR, E476) — пищевая добавка, эмульгатор, используемый в пищевой и косметической промышленности, получаемый из рицинолевой (12-гидрокси-9-цис-октадеценовой) кислоты и глицерина. Производится из масла клещевины (касторового масла). Используется для обеспечения однородности продукта, для улучшения растекаемости и снижения вязкости шоколадных масс, соусов и т.п. пищевых ингредиентов, снижает трение между твёрдыми частицами какао, сахара, молока и т. п. Представляет собой желтоватую, вязкую жидкость, состоящую из полиглицериновых эфиров, конденсированных жирными кислотами касторового масла.
(PGPR, E476) используется производителями шоколада для снижения цены производства, заменяя традиционное, но более дорогое масло какао.
Используется в косметических рецептурах, особенно в продуктах, позиционируемых как натуральные. В опытах на крысах (1998 год) не выявлено вредного влияния на рост, размножение, обмен веществ животных.
Добавка официально разрешена для применения в пищевой промышленности на территории РФ, ЕС и многих других стран как «не оказывающая вредного влияния на организм человека».
Основная часть эмульгатора в организме человека медленно расщепляется в кишечнике, полирицинолевая кислота всасывается и расщепляется в печени, полиглицеролы частично выделяются с калом и мочой в зависимости от длины полимерной цепи. Поэтому продукты, а именно шоколад, содержащие E476 в небольшом количестве вполне можно употреблять в пищу. Однако в больших дозах "Е476" оказывает действие слабительного.

## Производство
Глицерин нагревают до температуры выше 200 ° C в реакторе в присутствии щелочного катализатора для получения полиглицерина. Жирные кислоты касторового масла отдельно нагревают до температуры выше 200 ° C для образования переэтерифицированных рицинолевых жирных кислот. Затем смешивают полиглицерин и переэтерифицированные рицинолевые жирные кислоты для создания PGPR.

## Использование в шоколаде
Поскольку PGPR улучшает характеристики текучести шоколада и сложного шоколада , особенно вблизи точки плавления, он может повысить эффективность процессов нанесения шоколадного покрытия: шоколадные покрытия с PGPR лучше растекаются вокруг форм глазированных и окунанных продуктов  и также улучшает производительность оборудования, используемого для производства твердых формованных изделий:  шоколад лучше проникает в форму, окружает включения и легче выпускает захваченный воздух.  PGPR также можно использовать для уменьшения количества какао-масла. Необходимо в шоколадных рецептурах: твердые частицы в шоколаде суспендированы в какао-масле, и за счет снижения вязкости шоколада требуется меньше какао-масла  что экономит затраты, поскольку какао-масло является дорогим ингредиентом, а также приводит к продукту с низким содержанием жира.

## Безопасность
FDA сочло полигрицерил полирицинолеат «общепризнанным безопасным» (GRAS) для потребления человеком, а Объединённый экспертный комитет ФАО/ВОЗ по пищевым добавкам (JECFA) также признал его безопасным. Обе эти организации установили допустимое суточное потребление (ДСП) в 7,5 мг/кг массы тела. В Европе PGPR разрешён в шоколаде до уровня 0,5%.
В обзоре оценок безопасности конца 1950-х и начале 1960-х годов, проведённого в 1998 г. при финансовой поддержке Unilever, «PGPR переваривается на 98 % крысами и используется в качестве источника энергии, превосходящего крахмал и почти эквивалентного арахисовому маслу». Hе было обнаружено доказательств влияния на нормальный метаболизм жиров, а также на рост, воспроизводство и поддержание тканей. В целом это не «представляло опасности для здоровья человека». В исследовании британской лаборатории экологической безопасности Unilever Research отмечено, что 5 % добавки в диете крыс и мышей приводит к увеличению печени и почек без каких-либо патологических изменений в этих органах, что было сочтено проявлением физиологического приспособления к изменению диеты.
В исследовании, опубликованном Европейским агентством по безопасности продуктов питания (EFSA) в 2017 году, была проведена переоценка безопасности добавки, по итогам которой EFSA рекомендовано пересмотреть допустимую суточную дозу и увеличить ее до 25 мг/кг массы тела.